# Emoia maculata
Emoia maculata este o specie de șopârle din genul Emoia, familia Scincidae, descrisă de Brown 1953. Conform Catalogue of Life specia Emoia maculata nu are subspecii cunoscute.